# مارکو واسکونسلوس
مارکو واسکونسلوس (انگلیسی: Marco Paulo Pereira Vasconcelos؛ زادهٔ ۷ نوامبر ۱۹۷۱) بدمینتون‌باز اهل پرتغال است.
مارکو پائولو در سال ۲۰۰۴ در بازی‌های المپیک تابستانی در رشته بدمینتون بازی کرد و از ریچارد ووهان از بریتانیا شکست خورد. او همچنین در بازی‌های المپیک ۲۰۰۰ و ۲۰۰۸ در رقابت‌های مردانه شرکت کرد و در هر دو مورد در ردیف ۶۴ بازی قرار داشت. مارکو در کشور خود، ۱۵ عنوان در مسابقات قهرمانی بدمینتون پرتغال را کسب کرد.